# Argonauta
Argonauta is het enige geslacht uit de familie Argonautidae waarvan nog moderne vertegenwoordigers bestaan. De wetenschappelijke naam van het geslacht werd in 1758 gepubliceerd door Carl Linnaeus.

## Kenmerken
De soorten in dit geslacht zijn relatief nauw verwant aan de Octopodoidea, en hebben acht armen. De vrouwtjes ontwikkelen bij volwassenheid een uit kalk bestaande en zeer dunne en broze uitwendige schelp die dient als broedkamer voor de eitjes. De schelp wordt met de bovenste armen vastgehouden. Van de grootste soort in dit geslacht, Argonauta argo, heeft het vrouwtje een uitwendige schelp met een diameter tot 30 centimeter.

## Soorten
Het geslacht omvat de volgende moderne soorten:
- Argonauta argo Linnaeus, 1758
- Argonauta hians Lightfoot, 1786
- Argonauta nodosus Lightfoot, 1786
- Argonauta nouryi Lorois, 1852

### Nomen dubium
- Argonauta cornutus Bosc, 1801

### Synoniemen
- Argonauta arctica O. Fabricius, 1780 => Limacina helicina (Phipps, 1774)
- Argonauta bibula Röding, 1798 => Argonauta nodosus Lightfoot, 1786
- Argonauta boettgeri Maltzan, 1881 => Argonauta hians Lightfoot, 1786
- Argonauta bulleri Kirk, 1886 => Argonauta argo Linnaeus, 1758
- Argonauta compressa Blainville, 1826 => Argonauta argo Linnaeus, 1758
- Argonauta conradi Parkinson, 1856 => Argonauta nouryi Lorois, 1852
- Argonauta cornu Gmelin, 1791 => Lippistes cornu (Gmelin, 1791)
- Argonauta cornuta Conrad, 1854 => Argonauta nouryi Lorois, 1852
- Argonauta corrugata Humphrey, 1797 => Argonauta argo Linnaeus, 1758
- Argonauta crassicosta Blainville, 1826 => Argonauta hians Lightfoot, 1786
- Argonauta cygnus Monterosato, 1889 => Argonauta argo Linnaeus, 1758
- Argonauta dispar Conrad, 1854 => Argonauta argo Linnaeus, 1758
- Argonauta expansa Dall, 1872 => Argonauta nouryi Lorois, 1852
- Argonauta ferussaci Monterosato, 1914 => Argonauta argo Linnaeus, 1758
- Argonauta gondola Dillwyn, 1817 => Argonauta nodosus Lightfoot, 1786
- Argonauta gracilis Kirk, 1885 => Argonauta nodosus Lightfoot, 1786
- Argonauta grandiformis Perry, 1811 => Argonauta argo Linnaeus, 1758
- Argonauta gruneri Dunker, 1852 => Argonauta nouryi Lorois, 1852
- Argonauta haustrum Wood, 1811 => Argonauta argo Linnaeus, 1758
- Argonauta kochiana Dunker, 1852 => Argonauta hians Lightfoot, 1786
- Argonauta minor Risso, 1854 => Argonauta argo Linnaeus, 1758
- Argonauta monterosatoi Monterosato, 1914 => Argonauta argo Linnaeus, 1758
- Argonauta monterosatoi Coen, 1915 => Argonauta argo Linnaeus, 1758
- Argonauta navicula Lightfoot, 1786 => Argonauta nodosus Lightfoot, 1786
- Argonauta naviformis Conrad, 1854 => Argonauta argo Linnaeus, 1758
- Argonauta nitida Lamarck, 1822 => Argonauta hians Lightfoot, 1786
- Argonauta oryzata Meuschen, 1787 => Argonauta nodosus Lightfoot, 1786
- Argonauta owenii A. Adams & Reeve, 1848 => Argonauta hians Lightfoot, 1786
- Argonauta pacifica Dall, 1871 => Argonauta argo Linnaeus, 1758
- Argonauta papyracea Röding, 1798 => Argonauta argo Linnaeus, 1758
- Argonauta papyria Conrad, 1854 => Argonauta argo Linnaeus, 1758
- Argonauta polita Conrad, 1854 => Argonauta hians Lightfoot, 1786
- Argonauta raricosta Blainville, 1826 => Argonauta hians Lightfoot, 1786
- Argonauta rotunda Perry, 1811 => Argonauta nodosus Lightfoot, 1786
- Argonauta sebae Monterosato, 1914 => Argonauta argo Linnaeus, 1758
- Argonauta sulcata Lamarck, 1801 => Argonauta argo Linnaeus, 1758
- Argonauta tuberculata Röding, 1798 => Argonauta nodosus Lightfoot, 1786
- Argonauta tuberculosa Schumacher, 1817 => Argonauta nodosus Lightfoot, 1786
- Argonauta uniumbilicata O.G. Costa, 1830 => Scissurella costata d'Orbigny, 1824
- Argonauta vitrea Gmelin, 1791 => Carinaria cristata (Linnaeus, 1767)

### Uitgestorven soorten
- † Argonauta absyrtus Martill & Barker, 2006[3]
- † Argonauta oweri C.A. Fleming, 1945
- † Argonauta tokunagai Yokoyama, 1913[4]
- † Argonauta itoigawai Tomida, 1983[5]

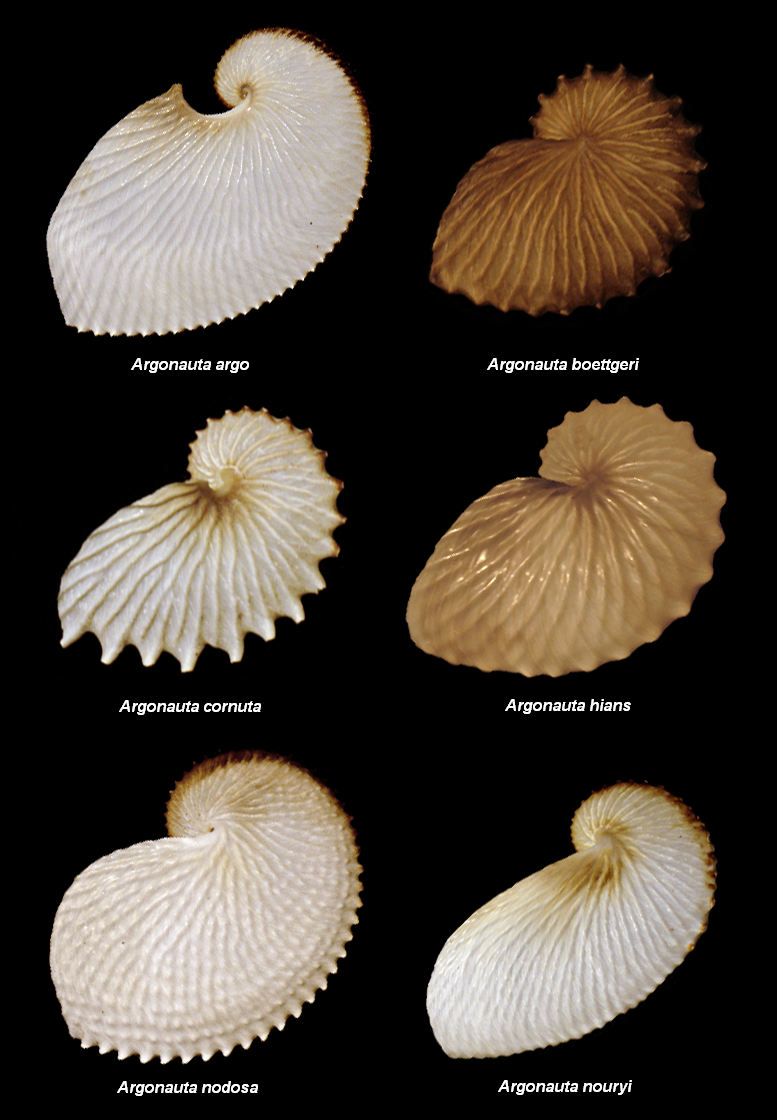
Schelpen van moderne soorten Argonauta

- † Argonauta joanneus Hilber, 1915[6]